# Raging Grannies

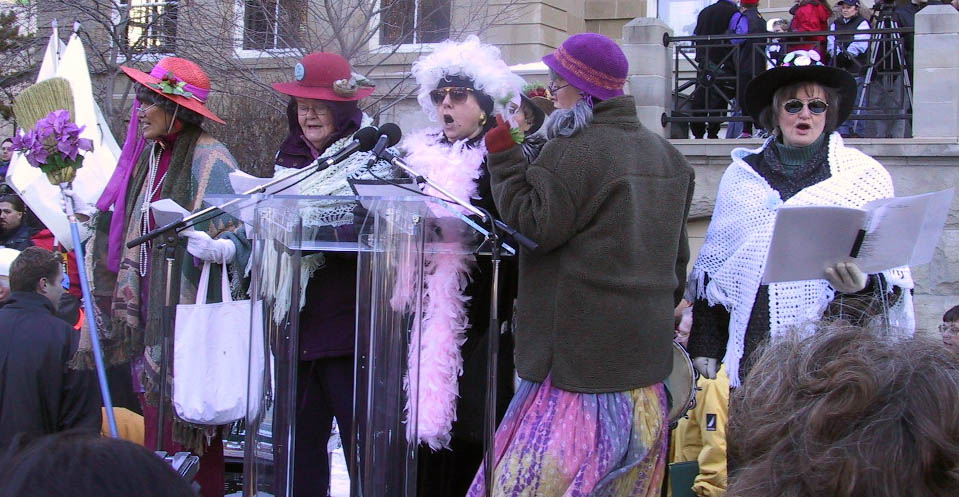
Raging Grannies 2002 in Calgary

Die Raging Grannies (deutsch „die wütenden, zornigen Omas“) sind eine internationale Friedensaktivisten-Organisation, die 1986/87 im kanadischen Victoria gegründet wurde. Sie kamen in die Schlagzeilen, als sie ab 2003 gegen den Irak-Krieg der Bush-Koalition protestierten.
Die Mitglieder der Raging Grannies sind ältere Frauen, die sich altertümlich und schrill kleiden, laut eigenen Angaben, weil, „wer so angezogen in der Öffentlichkeit demonstriert, wird wenigstens nicht zusammengeschlagen oder misshandelt“. Die Raging Grannies machen oft durch Straßentheater auf sich aufmerksam oder bilden regelmäßig Demonstrantenketten vor einem Regierungsgebäude. Sie singen dabei selbstgeschriebene Lieder zu Melodien alter Protestsongs der Friedensbewegung.
Im Juli 2005 wurden fünf Gruppenmitglieder wegen Hausfriedensbruchs verurteilt, nachdem sie versuchten, sich in einem Rekrutierungsbüro für die US Army in Tucson, Arizona anwerben zu lassen.
Sie waren auch 2007 wöchentlich auf dem Times Square, NY, als Granny Peace Brigade aktiv.